# Totensteigebach
Der Totensteigebach ist ein über einen Kilometer langer Bach im nordöstlichen Baden-Württemberg, der im Weiler Unterregenbach der Kleinstadt Langenburg im Landkreis Schwäbisch Hall von links und Nordwesten in die mittlere Jagst mündet. Er durchläuft eine Totensteigle genannte Klinge.

## Geographie
Der Totensteigebach fließt in verkarsteter Gegend. Er hat nur periodisch wasserführende und abschnittsweise sogar völlig trockene Obertäler.

### Rechter Oberlauf
Der Oberlauf aus dem westlichen Oberlauftal setzt auf etwa 445 m ü. NHN etwa 0,8 km südöstlich der Ortsmitte von Künzelsau-Nitzenhausen am Nordrand des Waldes Bühlschlag ein. Er zieht, nur unbeständig Wasser führend, inmitten der sich eintiefenden Talmulde etwas gewunden dem Waldrand entlang nach Osten. An einem nördlichen Waldvorsprung läuft von Südwesten her eine Nebentalmulde zu, in der ein weniger als 0,3 km langer, ebenfalls unbeständiger und einer Quelle im Bühlschlag auf etwa 431 m ü. NHN entsprungener Wasserlauf kurz vor dem Zusammenfluss mit dem Hauptlauf auf etwa 422 m ü. NHN in einer Doline verschwindet. Der Hauptlauf setzt danach etwa 0,6 km unterhalb seines Ursprungs ebenfalls aus und die nächsten etwa 0,4 km ist das linke Obertal gewässerfrei.
Ein weiterhin ostwärts ziehender Lauf mit beständigerem Durchfluss setzt dann erst wieder auf etwa 403 m ü. NHN und gerade eben schon im Stadtgebiet von Langenburg zwischen den Waldhängen Buschhorn im Norden und Brunnenholz im Süden in inzwischen völlig bewaldetem Tal ein, das nunmehr bis zur Mündung Totensteigle genannt wird. Er nimmt nach wenig über 0,2 km von Nordnordwesten her auf etwa 378 m ü. NHN den anderen Oberlauf von links auf. Der rechte Oberlauf entwässert ein oberflächlich etwa 1,0 km² großes Teileinzugsgebiet.

### Linker Oberlauf
Der linke Oberlauf entspringt etwa 0,3 km südöstlich von Künzelsau-Sonnhofen einer gefassten Quelle mit Wasserhäuschen auf etwa 427 m ü. NHN im Wiesengewann Rüben. Deren Abfluss läuft in einer grabenartigen Rinne ohne Strauch oder Baum am Ufer in der Muldenmitte südsüdostwärts. Nach 0,2–0,3 km tritt der kleine Bach in den Wald Buschhorn ein, wechselt nach etwa zwei Dritteln seines Laufes ebenfalls aufs Langenburger Stadtgebiet und fließt dann nach etwa 0,6 km auf etwa 378 m ü. NHN mit dem anderen Oberlauf zusammen. Der linke Oberlauf hat ein oberflächlich etwa 0,5 km² großes Teileinzugsgebiet.

### Verlauf
Von diesem Zusammenfluss an läuft der Totensteigebach beständig und etwas geschlungen nach Südosten durch sein bewaldetes Kerbtal Totensteigle unter den Waldhängen Brunnenholz rechts- und Kirchenrain linksseits. Kurz vor seinem Austritt aus dem Waldtal mündet diesem von rechts die kurze Waldklinge Fuchsklinge zu. Auf dem 0,2 km langen anschließenden Laufstück in der offenen Flur begleitet ihn weiterhin eine Waldgalerie, auf den letzten 0,2 km durch den Mündungsweiler Unterregenbach schwenkt er, in einem angesichts seines besonders sommers gewöhnlich nur kümmerlichen Durchflusses auffällig großen gemauerten Trog laufend, zuletzt nach Süden und mündet dann auf etwa 282 m ü. NHN von links in die mittlere Jagst.
Der ab dem Wiedereinsetzen des rechten Oberlaufs gerechnet 1,2 km lange Totensteigebach hat ein mittleres Sohlgefälle von etwa 100 ‰ und mündet etwa 121 Höhenmeter unterhalb dieser Stelle. Von dem oberen Ursprung seines rechten Oberlaufs am Nordrand des Bühlschlags an gerechnet ist er der Bach – mit Einschluss eines etwa 0,4 km langen bettlosen Abschnitts – sogar etwa 2,2 km lang, von der Quelle des linken Oberlaufs am Wasserhäuschen bei Sonnenhof an gerechnet etwa 1,6 km.

### Einzugsgebiet
Der Totensteigebach hat ein etwa 2,4 km² großes Einzugsgebiet, das naturräumlich gesehen mit seinem Hochebenenanteil im Westen zum Unterraum Östliche Kocher-Jagst-Riedel der Östlichen Kocher-Jagst-Ebene gehört und mit dem kleineren östlichen ab der mittleren Klinge zum Unterraum Mittleres Jagsttal des Jagsttals, alle Teile der Kocher-Jagst-Ebenen. Die größten Höhen liegen auf der westlichen Wasserscheide, die nirgends unter 440 m ü. NHN fällt und zweimal, an ihrem Nordende bei Sonnhofen und an ihrem Südende beim Falkenhof, ihr Höhenmximum von ungefähr 448 m ü. NHN erreicht. Das Gebiet ist etwa hälftig aus Wald und Offenland zusammengesetzt, letzteres liegt meist nahe an dieser Wasserscheide und besteht fast nur aus Äckern, während der Waldanteil in und an der Oberlaufmulden und in und über der Unterlaufklinge steht. Es gehört überwiegend zur Stadt Künzelsau, der kleinere Teil mit dem Mündungsdreieck im Jagsttal und einer Gebietszunge, die sich von dort die Klinge hinaufzieht, dagegen zur Kleinstadt Langenburg. Ein Teil von deren Mündungsweiler Unterregenbach liegt im Einzugsgebiet, der Weiler Sonnhofen der Stadt Künzelsau steht größtenteils diesseits der nördlichen Wasserscheide, dessen Rappoldsweiler Hof auf der westlichen und dessen Falkenhof auf der südöstlichen. Daneben gibt es keine weitere Besiedlung.
Reihum grenzen die Einzugsgebiete der folgenden Nachbargewässer an:
- Im Südosten ist die Jagst oberhalb der Zumündung des Totensteigebachs der nächste dauerhafte Wasserlauf:
- im Südwesten konkurriert der Erlesbach zum Kocher;
- im Westen läuft der Heiligenbach ebenfalls zum Kocher;
- im Nordwesten grenzt das Einzugsgebiet des Buchenbachs an, der weiter abwärts in die Jagst mündet;
- im Nordosten fließen nur ein kurzer Hangklingenbach und noch kürzere, lange vor dieser am oberen Flusstalhang in Dolinen verschwindende Rinnsale in Richtung Jagst.

## Geologie

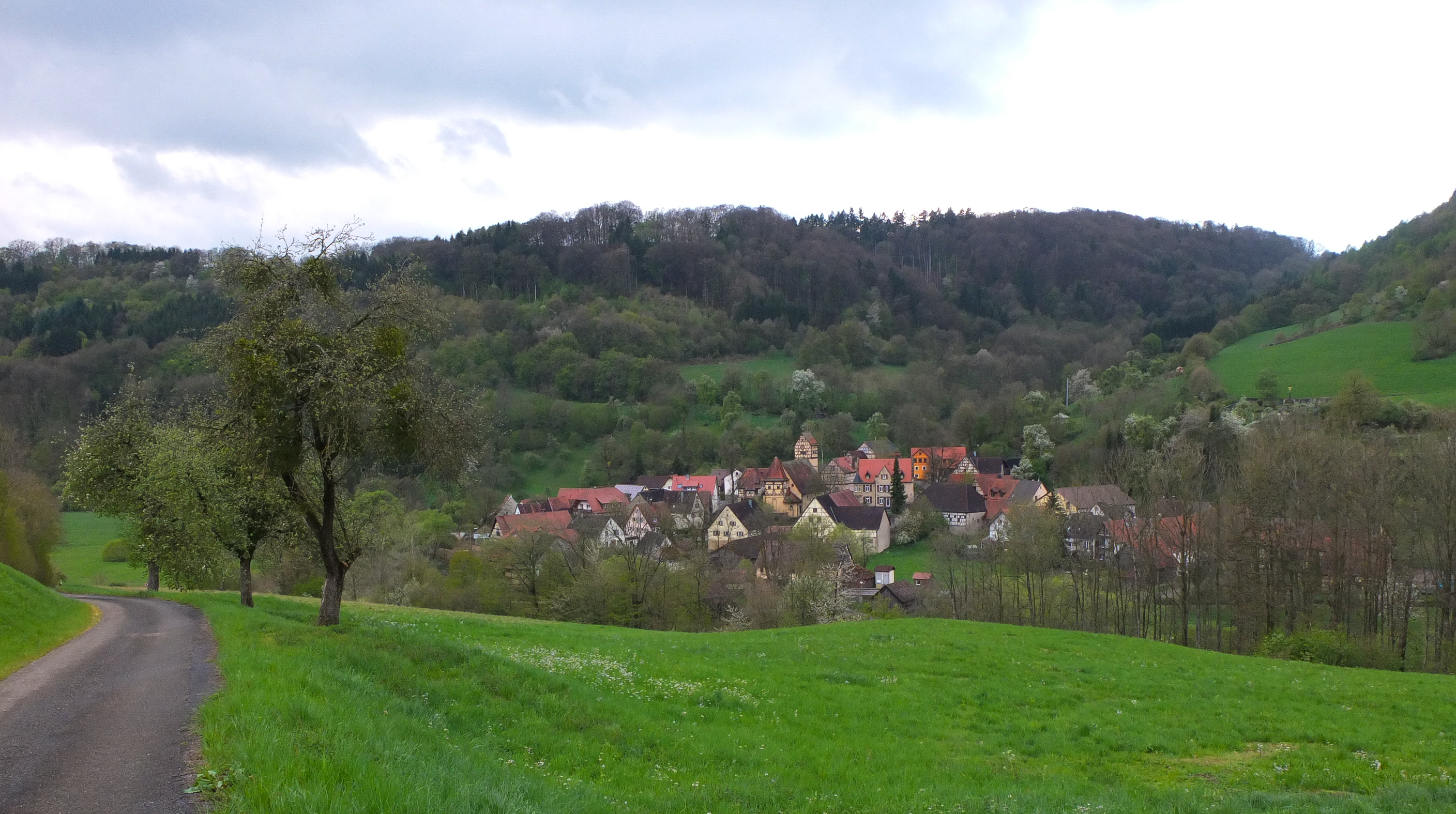
Blick über die Jagst auf Unterregenbach, das größtenteils auf dem Mündungsfächer des Totensteigebachs steht.

Die höchste mesozoische Schicht im Einzugsgebiet ist der Lettenkeuper (Erfurt-Formation), der die scheidennahen Hochlagen im Norden und Westen des Einzugsgebietes bedeckt. Beide Oberlaufmulden und auch das andere erwähnte Nebental sind bald bis in den Oberen Muschelkalk eingetieft. Schon nach weniger als der Hälfte seines Laufstücks nach Südwesten hat sich der Totensteigebach selbst bis in den Mittleren Muschelkalk eingegraben, etwa hundert Meter vor dem Mündungsort dann sogar noch in den Unteren Muschelkalk.
Im westlichen Einzugsgebiet überdeckt um den Rappoldsweiler Hof eine Lösssediment-Insel aus quartärer Ablagerung den Unterkeuper. In die Klinge Totensteigle des Bachs sind einige Schollen abgerutscht. Die Talflanken sind von Hangschutt überdeckt. Der Mündungsweiler Unterregenbach wurde, in typischer Lage für solche Ortsgründungen im Muschelkalktal des Jagst und auch des Kochers, auf dem gegenüber dem Hochwasser des Flusses sicheren Mündungsfächer eines zulaufenden Baches angelegt.
Im Einzugsgebiet werden drei Störungslinien vermutet, die längste zieht etwa von Nordnordosten nach Südsüdwesten und quert die Bachklinge etwa am Zusammenfluss der beiden Oberläufe. Zwei andere laufen nur kürzer ins Einzugsgebiet herein, die eine von Nordost nach Südwest am Rand von Sonnhofen, die andere von Südwest nach Nordost vom Rappoldsweiler Hof in Richtung der Nebenklinge des rechten Oberlaufs.
Im Einzugsgebiet gibt es wegen der Verkarstung des Muschelkalks zahlreiche Dolinen verschiedener Größe und Form im Ausstrich des Lettenkeupers darüber oder erst im Muschelkalk selbst. Ihre Größe variiert stark. Teilweise sind sie als Gruppen oder Reihen angeordnet, teilweise verschwinden in ihnen kurze Gewässer.

## Natur und Schutzgebiete
Der Totensteigebach, dessen Oberläufe oft trocken liegen, ist in seiner Talklinge Totensteigle ein naturnaher Bach, dessen Bett bis zu fünf Metern breit ist. Er läuft im oberen Bereich stellenweise über plattige Felsbänke, meist aber ist seine Sohle steinig und auf ihre liegen größere Kalkblöcke. Von den Hängen her speisen ihn einige nur zeitweilig schüttende Sickerquellen. Am Lauf stehen viele Eschen, unter denen außerhalb des Waldes dann Haselsträucher wachsen. Den linken südwestexponierten Hang herab laufen einige Steinriegel. Eine Karte aus der ersten Hälfte des 20. Jahrhunderts zeigt im heute durchweg bewaldeten Klingenabschnitt dort noch einige offene Partien am Unterhang.
Der Langenburger Gebietsanteil, der im Wesentlichen den Klingeneinschnitt umfasst, liegt im Landschaftsschutzgebiet Mittleres Jagsttal mit Nebentälern und angrenzenden Gebieten.

## Sonstiges
Auf dem Sporn zwischen der Fuchsklinge und dem Flusstal der zur Mündung des Totensteigebachs heranfließenden Jagst liegt zwischen dem Falkenhof ebenfalls auf der Hochebene und Unterregenbach im Tal der Burgstall Alte Burg. Von der früheren Abschnittsbefestigung ist auf der beackerten Spornhochfläche kaum mehr etwas erkennbar.

### LUBW
Amtliche Online-Gewässerkarte mit passendem Ausschnitt und den hier benutzten Layern: Lauf und Einzugsgebiet des Totensteigebachs

Allgemeiner Einstieg ohne Voreinstellungen und Layer: Daten- und Kartendienst der Landesanstalt für Umwelt Baden-Württemberg (LUBW) (Hinweise)
1. 1 2 3 4 5 6  Höhe nach dem Höhenlinienbild auf dem Hintergrundlayer Topographische Karte.
2. ↑  Länge nach dem Layer Gewässernetz (AWGN).
3. 1 2 3  Länge abgemessen auf dem Hintergrundlayer Topographische Karte.
4. 1 2 3  Einzugsgebiet abgemessen auf dem Hintergrundlayer Topographische Karte.
5. 1 2  Länge nach dem Layer Gewässernetz (AWGN), ergänzt um das auf der Gewässerkarte nicht berücksichtigte Anfangsstück, das auf dem Hintergrundlayer Topographische Karte abgemessen wurde.
6. ↑  Dolinen teilweise nach dem Layer Geschützte Biotope.
7. ↑  Schutzgebiete nach den einschlägigen Layern, Natur teilweise nach dem Layer Geschützte Biotope.

### Andere Belege
1. ↑  Wolf-Dieter Sick: Geographische Landesaufnahme: Die naturräumlichen Einheiten auf Blatt 162 Rothenburg o. d. Tauber. Bundesanstalt für Landeskunde, Bad Godesberg 1962. → Online-Karte (PDF; 4,7 MB)
2. ↑  Geologie nach den Layern zu Geologische Karte 1:50.000 auf: Mapserver des Landesamtes für Geologie, Rohstoffe und Bergbau (LGRB) (Hinweise)
3. ↑  Früher offene Hänge nach:
  - Meßtischblatt 6724 Künzelsau von 1932 in der Deutschen Fotothek